# Tmarus prognathus
Tmarus prognathus là một loài nhện trong họ Thomisidae.
Loài này thuộc chi Tmarus. Tmarus prognathus được Eugène Simon miêu tả năm 1929.